# Sèries Militars
Sèries Militars és un conjunt de tres pel·lícules de Aleksandr Sokúrov, que actualment formen part de la col·lecció permanent del MACBA, des que van entrar a la col·lecció el 2004.

## Descripció

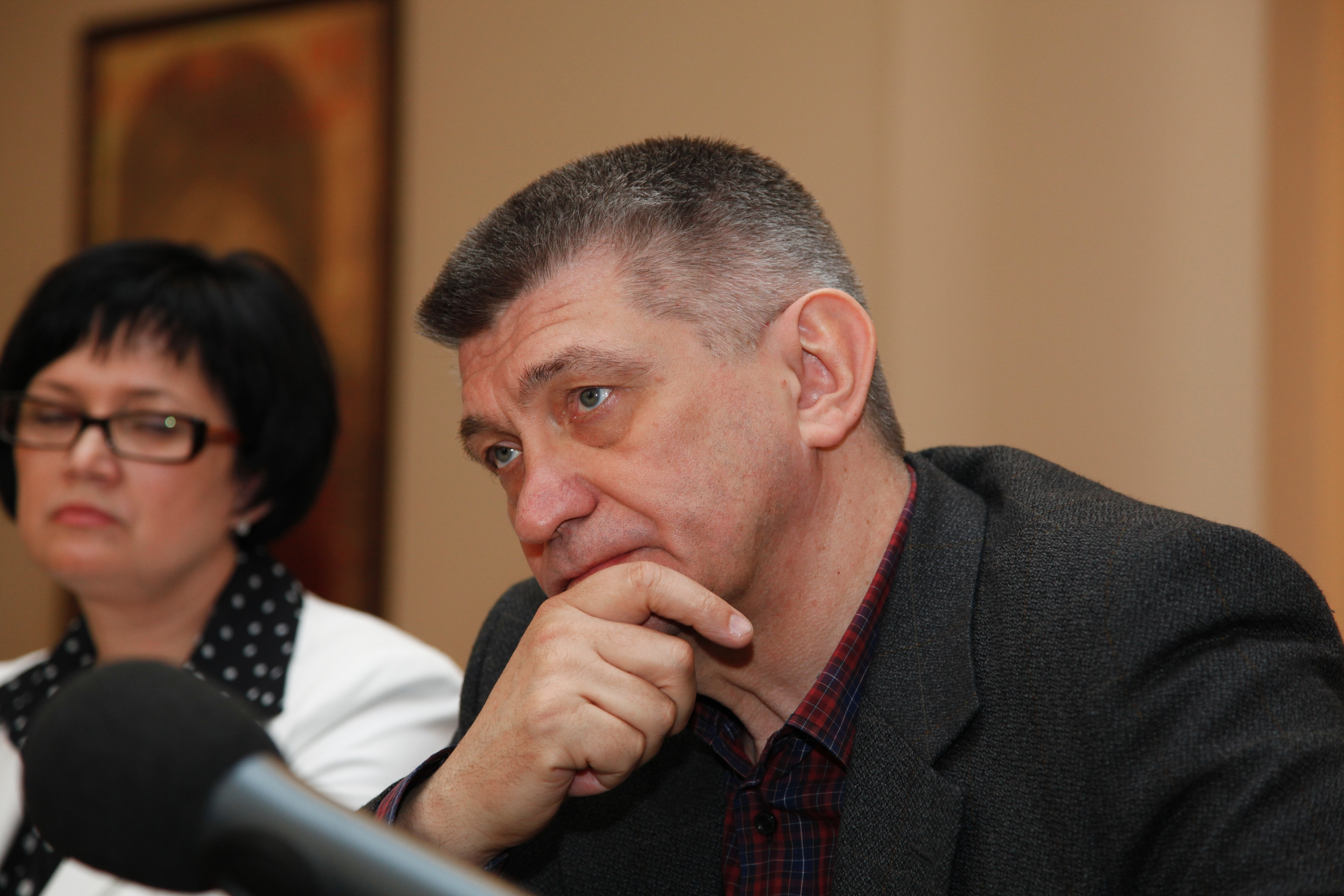
Sokúrov durant una entrevista

Les Sèries militars de Sokurov són un conjunt de tres pel·lícules que assoleixen una durada aproximada de deu hores, han esdevingut l'emblema d'aquest nou cinema d'exposició. Les seves imatges se segueixen associant a un cinema exigent amb l'espectador, i la seva durada continua desafiant les convencions horàries dels museus.

## Sèrie
A finals dels anys noranta, Aleksandr Sokurov va realitzar Somni del soldat (1995), Veus espirituals (1995) i Confessió (1998), pel·lícules que conformen les anomenades Sèries militars. A aquests tres títols, que des de 2004 formen part de la Col·lecció MACBA, s'hi va afegir Elegia d'un viatge (2001), concebuda com una travessia que des de Sibèria fins a les sales del Museu Boijmans Van Beuningen de Rotterdam. Aquest últim títol, que es presenta com un epíleg de les Sèries militars, constitueix la primera producció encarregada per un museu a Sokurov. Les quatre pel·lícules comparteixen una nova estètica documental que combina l'experiència empírica del lloc amb un lirisme espiritual i ombrívol.

### Somni del soldatiVeus Espirituals
Somni del soldat –una breu peça de deu minuts extreta del final del tercer capítol de Veus espirituals–, i els cinc capítols del metratge total de Veus espirituals –que té una durada de cinc hores i quaranta-tres minuts–, relaten una prolongada estada en un post fronterer entre el Tadjikistan i l'Afganistan. L'omissió d'informacions factuals, com les que sovint es propaguen a través dels mitjans de comunicació, i les dilatades seqüències amb les quals es representa la rutina dels soldats, situen l'espectador davant d'una cadena enigmàtica d'esdeveniments. Ni tan sols les notícies sobre la guerra de l'Afganistan, persistentment difoses, aconsegueixen trencar la força d'aquestes imatges amb les quals Sokurov aspira a crear un nou esdeveniment, que no és altre sinó el que té lloc durant la contemplació de la pel·lícula.

### Confessió

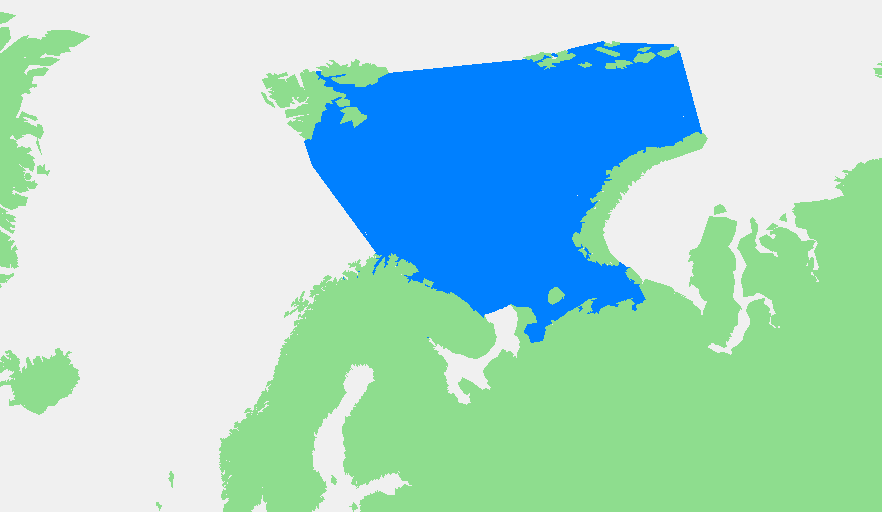
La mar de Barents, ressaltada en blau.

Confessió, rodada a finals de la tardor de 1997, a bord d'una patrulla naval que solca les aigües del mar de Barentsz a la regió de Múrmansk (el mateix lloc que més endavant, l'any 2000, seria testimoni de l'enfonsament del submarí Kursk), comparteix amb Veus espirituals una estructura literària basada en el dietari.
Si Veus espirituals es completa amb el subtítol dels diaris de guerra, Confessió porta l'epígraf del diari del comandant. Així mateix, en totes dues es repeteix un ordre de cinc capítols, cosa que, més enllà d'una unitat narrativa, suggereix una seqüència de moviments musicals. Aquestes monumentals visions de l'aparell militar rus, alhora sublims i abjectes, no tenen clímax narratiu. Els esdeveniments se succeeixen sense sobresalts i sense desenllaç aparent. Fins i tot en els moments d'acció bèl·lica, tal com passa al quart capítol de Veus espirituals, l'enemic hi és absent. La veu del narrador en aquestes pel·lícules de tema militar arrossega un caràcter reflexiu i intimista que suggereix un conflicte interioritzat, propi d'una subjectivitat masculina i d'hàbits castrenses. En aquest sentit, les biografies de Sokurov recorden sovint que la seva infantesa va transcórrer en el si d'una família integrada en la institució militar i conciten –d'una manera semblant– l'admiració que el cineasta sempre va sentir pel mitjà radiofònic, la forma més popular d'acostament a la literatura i a la música a l'antiga URSS.
La manca de referències espacials i temporals que ens permetrien ancorar les imatges en el conflicte afganès o en les operacions navals de vigilància fronterera es compensa amb el recitat de fragments literaris i al·lusions musicals. De la mateixa manera, l'estat de guerra permanent que es respira en aquestes peces es plasma mitjançant la construcció d'un temps que elimina qualsevol indici cronològic, excepte el pas de les estacions i les variacions atmosfèriques que donen lloc a unes composicions de caràcter sublim. L'encadenat d'idees i estats d'ànim corre en paral·lel a un impetuós flux d'imatges que es refereixen a situacions tan reals com les que provoca un enfrontament armat, i no obstant això, en aquest metratge desbordant s'hi imposa un ritme alhora elegíac i assagístic, lent i meditatiu. Sokurov entén la seva pràctica documental com un compromès exercici de convivència diària amb els individus que formen part de la institució militar. El cineasta comparteix les mateixes vicissituds que els afecten a ells, fins al punt que li sembla experimentar moments d'empatia. "No em sento exclòs per ells", declara la veu de l'autor, "però potser m'equivoco de pensar que em veuen com un d'ells".

### Elegia d'un viatge

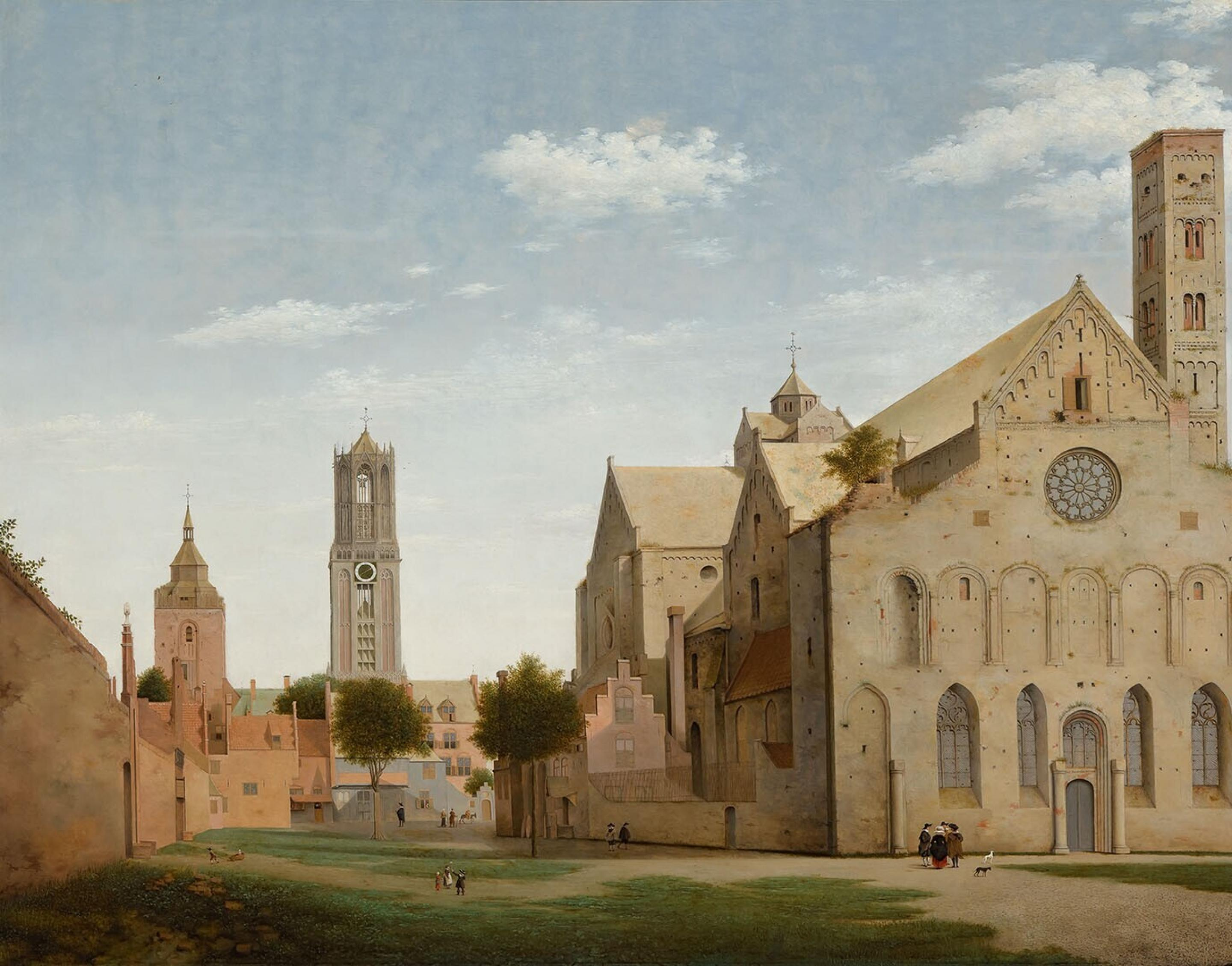
La plaça de Santa Maria i l'església de Santa Maria d'Utrecht, obra de Pieter Saenredam.

Elegia d'un viatge, l'última de les pel·lícules que completen el recorregut d'aquesta presentació dels films de Sokurov, porta la pràctica documental a un grau d'abstracció encara més elevat del que hem vist a Veus espirituals i Confessió. El viatge a través d'Europa esdevé un trajecte que acumula imatges, com si aquestes constituïssin una autèntica geografia. El film acaba en una pintura de Pieter Saenredam, La plaça de Santa Maria i l'església de Santa Maria d'Utrecht (1662), on Sokurov experimenta la seva particular epifania. La incertesa destrueix en aquest punt tot rastre d'un estil documental realista.
Si abans la identitat russa es debatia en els confins de la nació, ara la identitat europea no és menys vaga i imprecisa en aquesta seqüència d'evocacions visuals i sonores. Al llarg dels seus 47 minuts de durada se succeeixen escenes de guerra i destrucció a Txetxènia, passos fronterers, bars de carretera i galeries de museu per on deambula l'autor. Europa es redueix a una fràgil representació que Sokurov no intenta desxifrar en clau política, sinó estètica. La figura del cineasta emergeix, a poc a poc, com una silueta que es mou d'esquena a la càmera. La mà del realitzador es posa sobre la tela de la pintura, un gest amb el qual intenta aprehendre tàctilment el lloc que descriu el quadre de Saenredam. En aquest moment la realitat pròpia del documental s'identifica amb la seva dimensió pictòrica.
La il·lusió de dotar les imatges d'una presència física i palpable pren cos a les Sèries militars com ho fa a Elegia d'un viatge. La neu persistent en aquestes obres esdevé un filtre natural. El seu efecte empal·lideix els objectes i els dissol, de manera que l'aspecte monocrom que caracteritza la filmografia de Sokurov no sols afegeix un halo de nostàlgia a les seves produccions, sinó que reforça l'autonomia estètica del seu cinema.
Veus espirituals va ser una de les primeres produccions filmades en vídeo. L'ús de lents que aplaten la profunditat de camp de la fotografia, així com tota mena de manipulacions que n'embruten la definició, va contribuir a un resultat que molts crítics han equiparat al pictorialisme del segle xix. En projectar-se l'obra sobre les parets del museu, l'obra de Sokurov deixa enrere les restriccions habituals de la sala de cinema.

## Anàlisi
Aleksandr Sokurov (Podorvikha, Sibèria, 1951) respon a una tipologia de cineastes que han naturalitzat la presència del cinema als museus. Nombrosos directors de cinema contemporanis com Jean-Luc Godard, Pedro Costa o Apitchapong Weerasethakul han estat objecte d'exposicions durant les dues últimes dècades. La introducció del cinema ha modificat l'experiència del museu fins a expandir els límits de la història de l'art, corregint les formes d'atenció amb què l'espectador es disposava a recórrer les sales i proposant un ús del temps diferent del que reclamaven les imatges estàtiques.

## Exposició

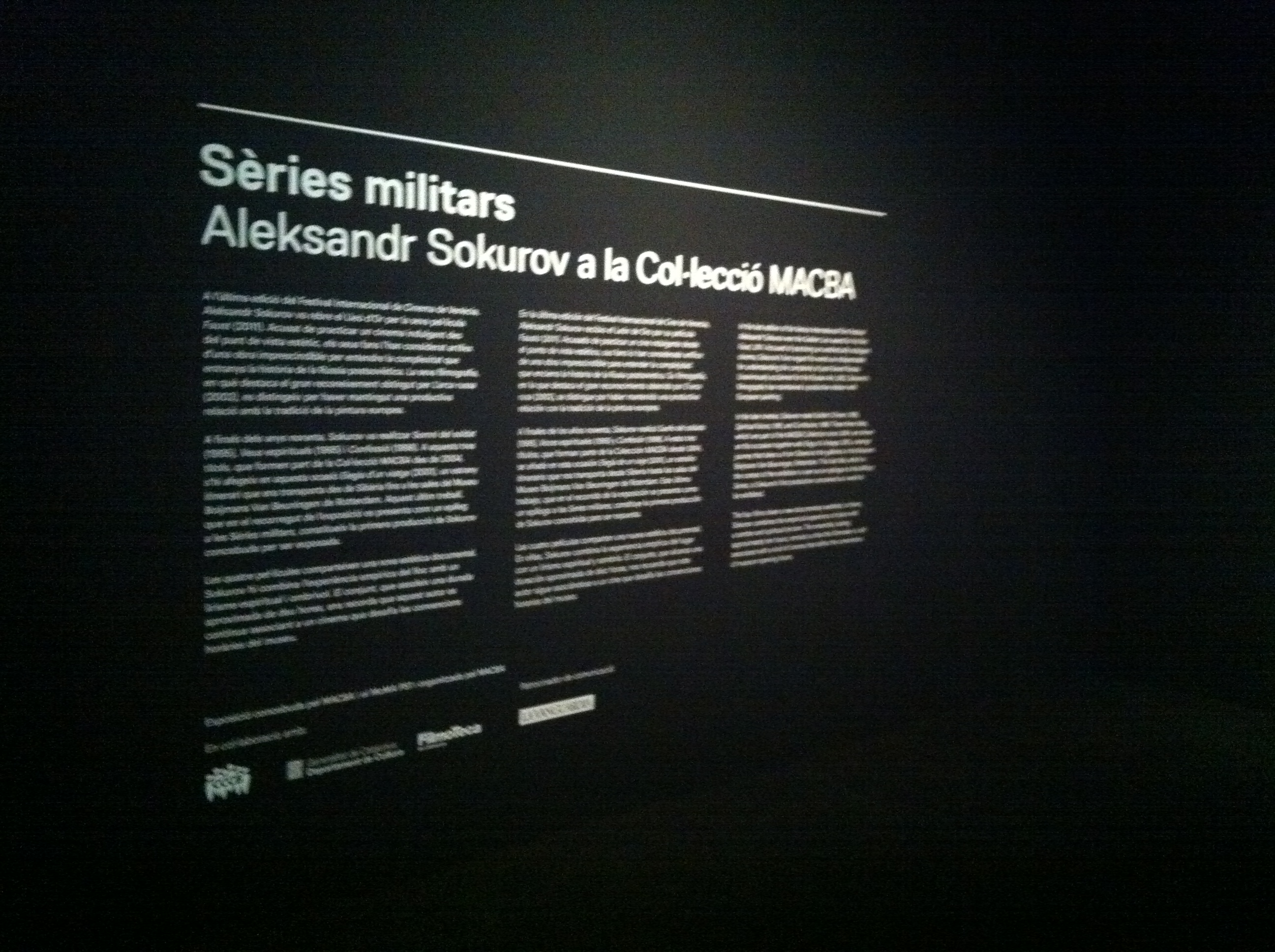
Entrad a l'exposició al MACBA

El 2012, el Museu d'Art Contemporani de Barcelona (MACBA) va presentar a la Planta 1 de l'Edifici Meier les Sèries militars de Sokurov, un conjunt de tres pel·lícules que formen part de la Col·lecció MACBA des de 2004: Somni del soldat (1995), Veus espirituals (1995) i Confessió (1998), així com Elegia d'un viatge (2001), la primera producció del cineasta pensada per ser exposada. Sota el títol Sèries militars. Aleksandr Sokurov a la Col·lecció MACBA, aquesta exposició va estar concebuda pel MACBA i el MoMA PS1.
La mostra es va presentar en el marc de l'exposició Pantalla global, un projecte del Centre de Cultura Contemporània de Barcelona (CCCB). Aquest projecte va suposar l'inici d'una sèrie de col·laboracions amb la Filmoteca de Catalunya, que coincidint amb aquesta exposició dedica un cicle a l'obra cinematogràfica del director rus.
De forma paral·lela, el MACBA va recuperar a la Planta 2 del Museu la pel·lícula Lejos de los árboles (Lluny dels arbres), el projecte al qual va consagrar més temps i dedicació Jacint Esteva (1936-1985), un dels membres més destacats de 
l'Escola de Cinema de Barcelona. La producció d'aquest assaig fílmic es va estendre de 1963 a 1970. La versió d'aquesta obra, dipositada ara a la Col·lecció MACBA per la seva filla, Daria Esteva, ha estat muntada de nou per Pere Portabella, que també va ser el primer productor de la pel·lícula. La irrupció de la cultura popular subalterna adquireix una dimensió insòlita en aquest 
documental. En aquest sentit, el Museu presenta les imatges de l'estudi Oriol Maspons-Julio Ubiña captades durant les successives campanyes que van ser necessàries per filmar-lo, així com una sèrie de fotografies de toros que Leopold Pomés va realitzar el 1957 i imatges dels llibres Barcelona en blanc i negre (1965) i Costa Brava Show (1966), de Xavier Miserachs. En total, es van mostrar prop de 200 fotografies reunides a la Planta 1 del MACBA.